# Gran Trittico Lombardo 2020
La 24e édition du Gran Trittico Lombardo (la première sous ce nom), une course cycliste masculine a lieu en Italie le 3 août 2020. La course, disputée sur 199,7 kilomètres entre Legnano et Varèse, fait partie du calendrier UCI ProSeries 2020 (deuxième niveau mondial) en catégorie 1.Pro. C'est également une épreuve de la Coupe d'Italie de cyclisme sur route 2020.
L'épreuve est remportée en solitaire par l'Espagnol Gorka Izagirre de l'équipe Astana. Il devance sur le podium son coéquipier espagnol Alex Aranburu et le Belge Greg Van Avermaet (CCC Team).
La course est créée en mai 2020, après le réajustement du calendrier causé par la pandémie de Covid-19, en tant que fusion des trois épreuves qui composent le Trittico Lombardo. En principe, ce devrait être sa seule édition. 

## Équipes participantes
| WorldTeams (7)- Astana - CCC Team - Mitchelton-Scott - Movistar Team - UAE Team Emirates - Ineos - Trek-Segafredo ProTeams (7)- Bardiani CSF Faizanè - Alpecin-Fenix - Androni Giocattoli-Sidermec - Circus-Wanty Gobert - Gazprom-RusVelo - Arkéa-Samsic - Vini Zabù-KTM Équipes continentales (6)- Beltrami TSA-Marchiol - Amore & Vita-Prodir - Sangemini-Trevigiani-MG.Kvis - Colombia Tierra de Atletas-GW Bicicletas - Team Colpack-Ballan - NTT Continental Cycling Team Équipe nationale- Italie |
| |

## Classements

### Classement final
| \| Classement général \| Classement général \| Classement général \| Classement général \| Classement général \| \| Coureur \| Coureur \| Pays \| Équipe \| Temps \| \| ------------------ \| -------------------- \| ------------------ \| --------------------------- \| ------------------ \| \| 1er \| Gorka Izagirre \| Espagne \| Astana \| 4 h 41 min 02 s \| \| 2e \| Alex Aranburu \| Espagne \| Astana \| + 27 s \| \| 3e \| Greg Van Avermaet \| Belgique \| CCC Team \| + 27 s \| \| 4e \| Michał Kwiatkowski \| Pologne \| Team Ineos \| + 27 s \| \| 5e \| Vincenzo Nibali \| Italie \| Trek-Segafredo \| + 27 s \| \| 6e \| Jan Polanc \| Slovénie \| UAE Team Emirates \| + 27 s \| \| 7e \| Nicola Bagioli \| Italie \| Androni Giocattoli-Sidermec \| + 27 s \| \| 8e \| Louis Vervaeke \| Belgique \| Alpecin-Fenix \| + 28 s \| \| 9e \| Alessandro De Marchi \| Italie \| CCC Team \| + 30 s \| \| 10e \| Jhonatan Narváez \| Équateur \| Team Ineos \| + 1 min 01 s \| |                      |          |                             |                 |
| |                      |          |                             |                 |
| Source : ProCyclingStats |                      |          |                             |                 |
| Classement général |                      |          |                             |                 |
| Coureur | Coureur              | Pays     | Équipe                      | Temps           |
| 1er | Gorka Izagirre       | Espagne  | Astana                      | 4 h 41 min 02 s |
| 2e | Alex Aranburu        | Espagne  | Astana                      | + 27 s          |
| 3e | Greg Van Avermaet    | Belgique | CCC Team                    | + 27 s          |
| 4e | Michał Kwiatkowski   | Pologne  | Team Ineos                  | + 27 s          |
| 5e | Vincenzo Nibali      | Italie   | Trek-Segafredo              | + 27 s          |
| 6e | Jan Polanc           | Slovénie | UAE Team Emirates           | + 27 s          |
| 7e | Nicola Bagioli       | Italie   | Androni Giocattoli-Sidermec | + 27 s          |
| 8e | Louis Vervaeke       | Belgique | Alpecin-Fenix               | + 28 s          |
| 9e | Alessandro De Marchi | Italie   | CCC Team                    | + 30 s          |
| 10e | Jhonatan Narváez     | Équateur | Team Ineos                  | + 1 min 01 s    |

### Classements UCI
La course attribue des points au Classement mondial UCI 2020 selon le barème suivant.
| Position           | 1er | 2e  | 3e  | 4e  | 5e | 6e | 7e | 8e | 9e | 10e | 11e | 12e | 13e | 14e | 15e | 16e à 30e | 31e à 40e |
| Classement général | 200 | 150 | 125 | 100 | 85 | 70 | 60 | 50 | 40 | 35  | 30  | 25  | 20  | 15  | 10  | 5         | 3         |